# Ruchocin

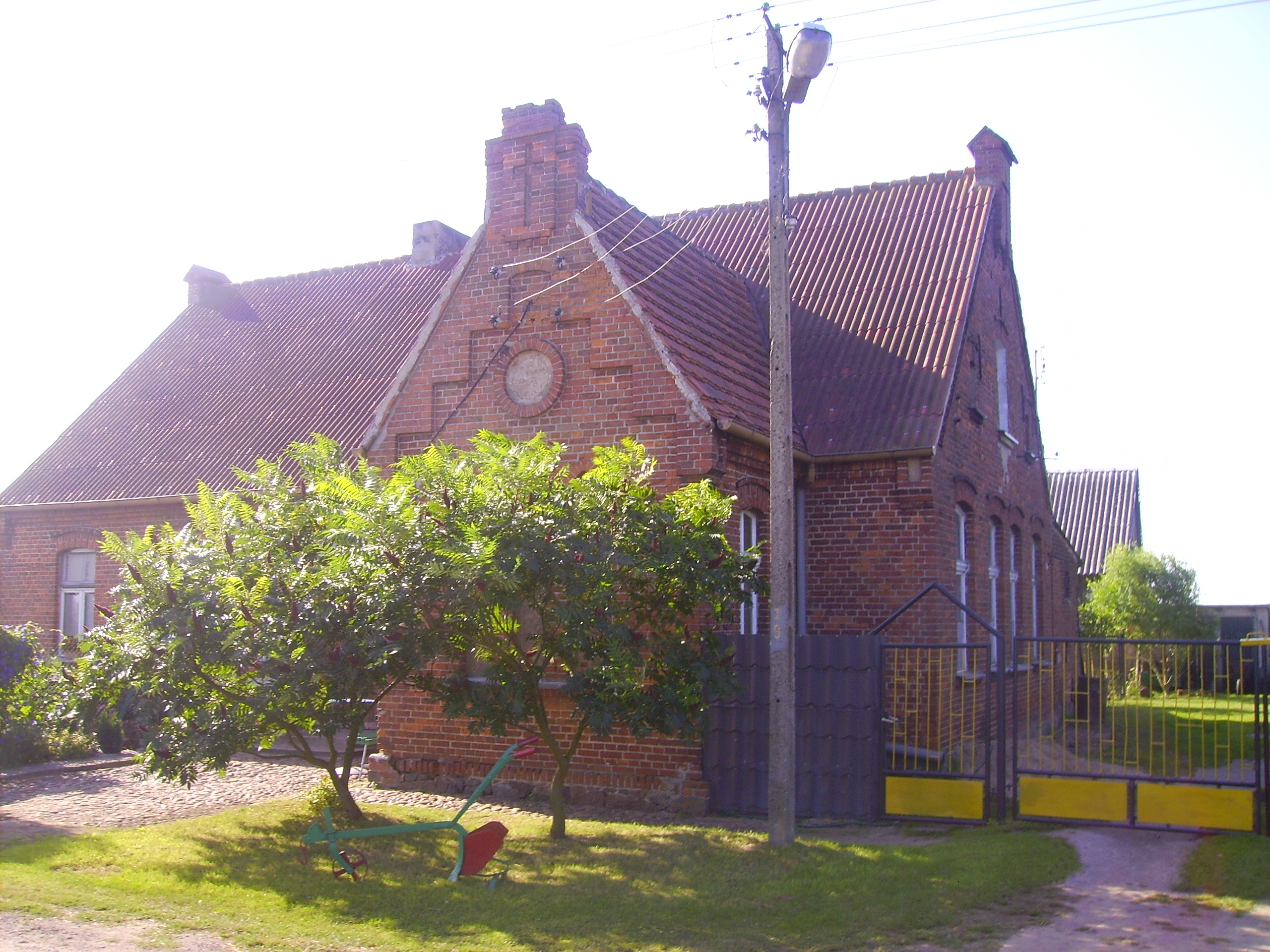
Budynek byłej szkoły ewangelickiej

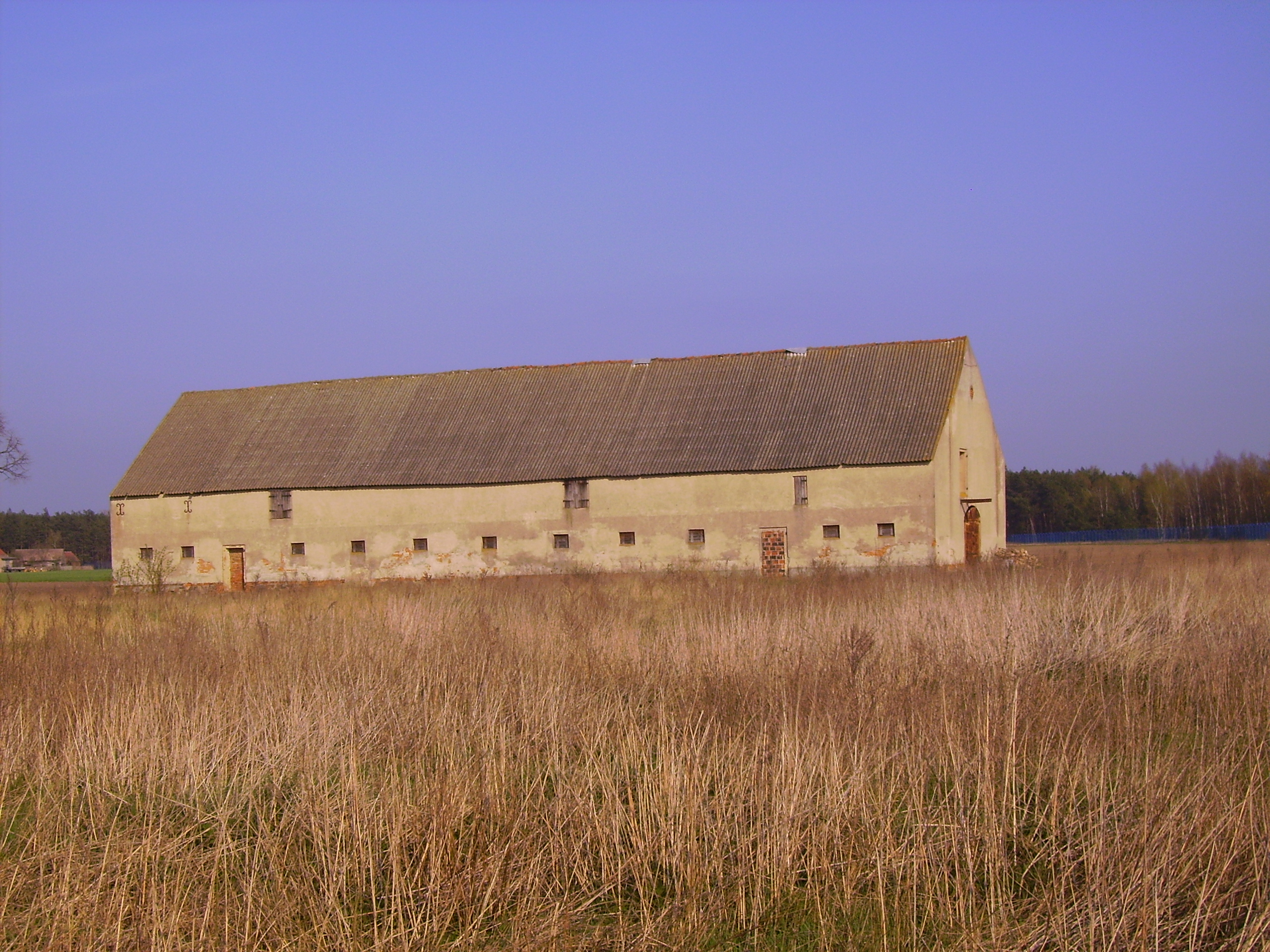
Budynek folwarczny

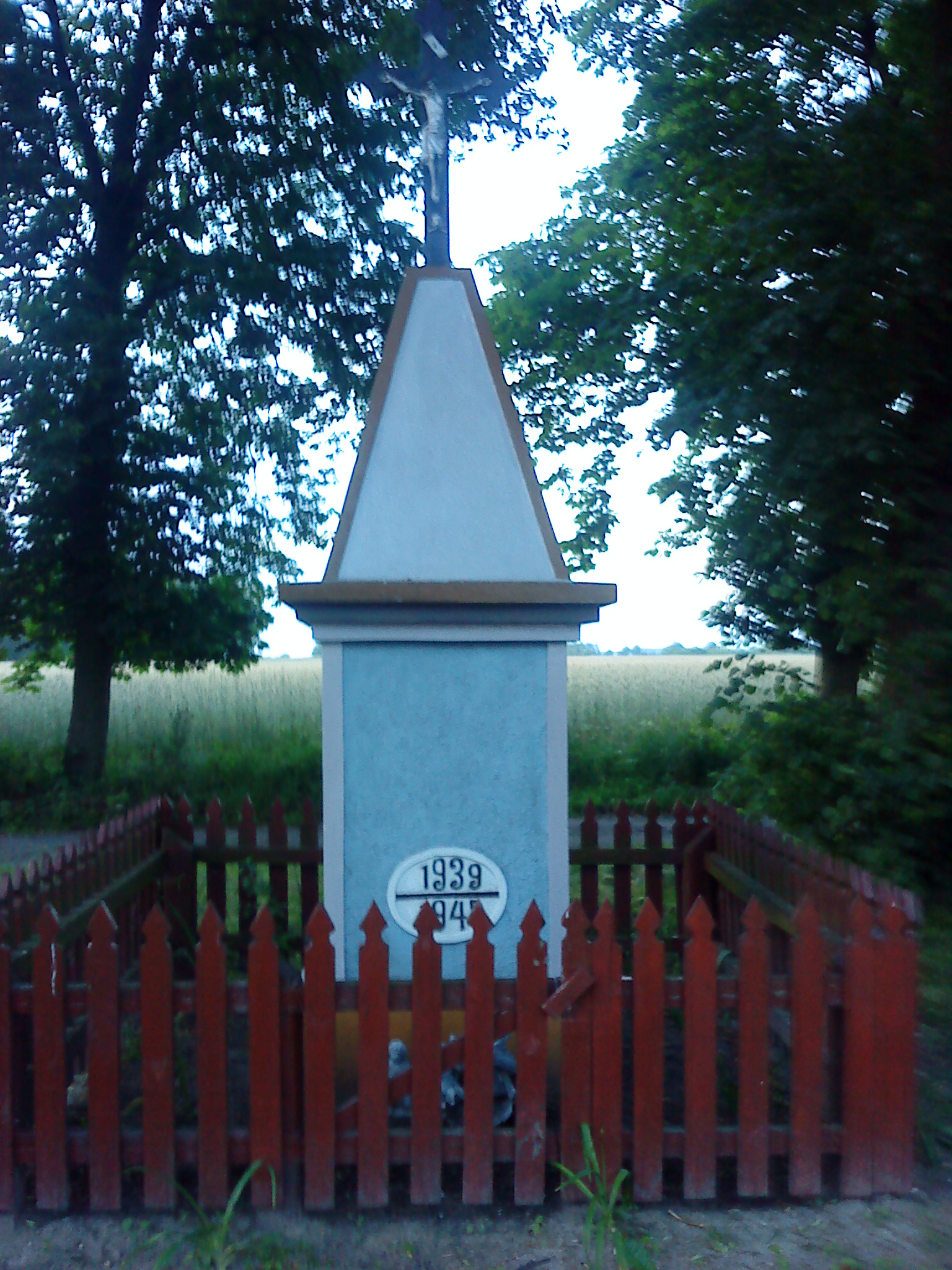
Pomnik upamiętniający ofiary okupacji niemieckiej

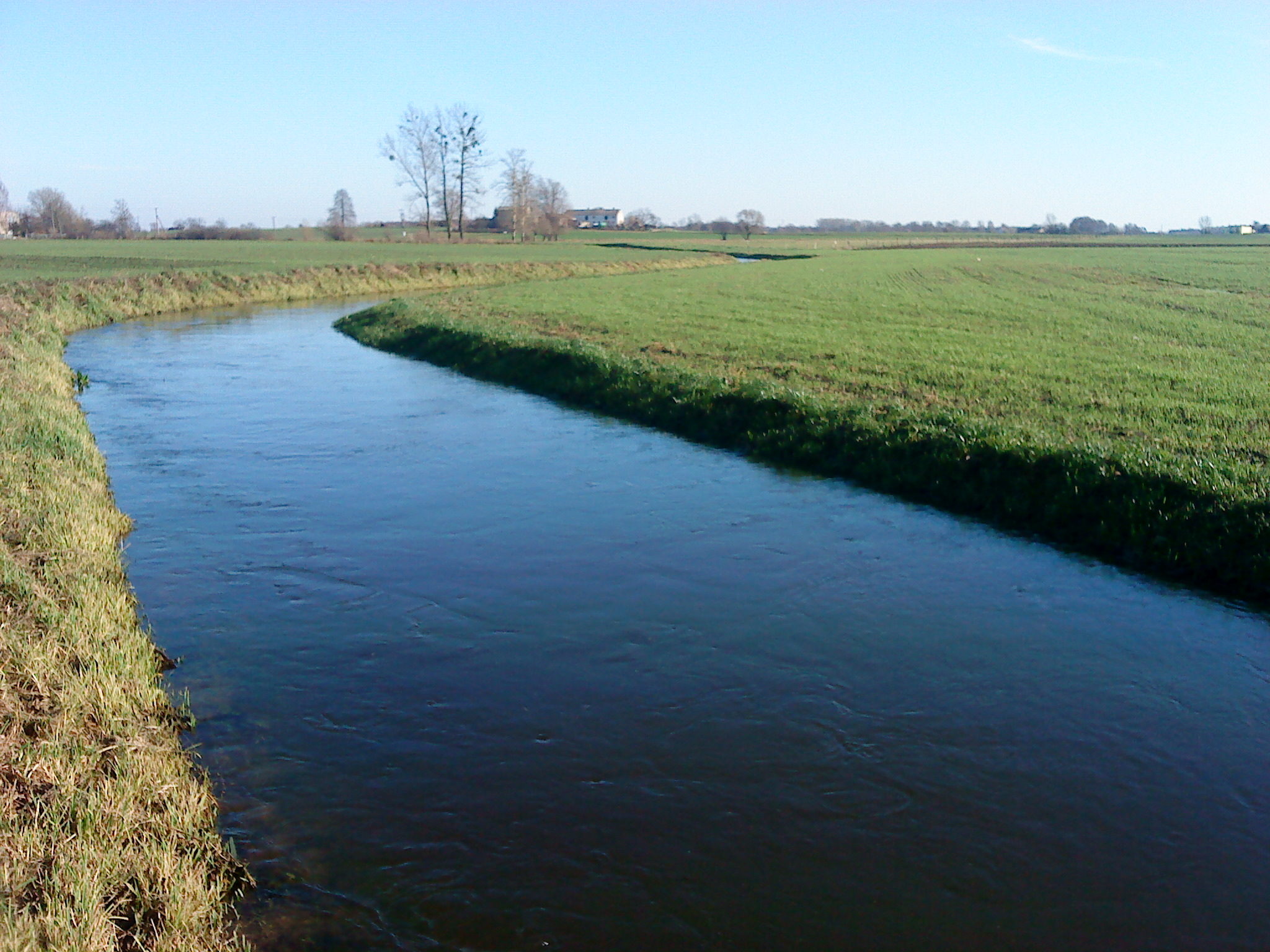
Struga Bawół

Ruchocin – wieś w Polsce położona w województwie wielkopolskim, w powiecie gnieźnieńskim, w gminie Witkowo. W latach 1975–1998 miejscowość administracyjnie należała do województwa konińskiego.
Przez wieś przebiega droga wojewódzka nr 260.

## Historia
Ruchocin to wieś znana już w 1398 r. Nazwa miejscowości zmieniała się wraz z upływem lat: początkowo Ruchoczyno (1498 r.), następnie Ruchocino (1618–1620 r.), aż w końcu wieś przybrała nazwę Ruchocin.
Ruchocin jest połączeniem dwóch wsi: Ruchocina (niem. Neuzedlitz) i Lipie (niem. Lipe).
Folwark Lipie to istniejąca nadal, znajdująca się około 400 m na wschód od drogi Witkowo – Wólka (DW260), grupa zabudowań. Dwór Ruchocin znajdował się około 2 km na wschód od Lipie. W pobliżu dworu znajdował się park dworski, a zabudowania gospodarcze na wschód od dworu, w pobliżu lasu. Na północny wschód od dworu znajdowała się cegielnia i leśniczówka. Zabudowania obecnego Ruchocina położone wzdłuż drogi Witkowo – Wólka nie istniały w XIX w.
W Ruchocinie jest park dworski z licznymi stawami i drzewami ujętymi jako pomniki przyrody. W parku znajdują się pozostałości po dworze, droga brukowana (gościniec) z początku XX w., która jest zachowana w doskonałym stanie. Tuż obok parku znajdują się dwie zabytkowe stodoły. Jedna z nich jest pozostałością po zabudowie folwarcznej należącej do majątku Ruchocin. W XIX w. przez dłuższy czas istniała tu należąca do Gutowskich fabryka cygar. W tym czasie wielokrotnym gościem na dworze w Ruchocinie był Ignacy Baranowski. W okresie powstania styczniowego w Ruchocinie utworzono lazaret powstańczy.
We wsi znajdują się także dwa cmentarze (jeden choleryczny, drugi ewangelicki). Można również zobaczyć szkołę ewangelicką z 1866 roku. W czasie zaboru pruskiego, w Ruchocinie znajdował się duży dom dla sierot.
W latach 1815–1918 obowiązywała niemiecka nazwa wsi Neuzedlitz. 8 września 1872 r. w Ruchocinie urodził się Andrzej Prądzyński – księgarz, wydawca, działacz społeczny. 30 marca 1919 roku w Ruchocinie powstała Polska Szkoła Rolnicza, którą następnie przeniesiono do Witkowa.
Przez wieś przepływa Struga Bawół.